# Alfred Crepaz

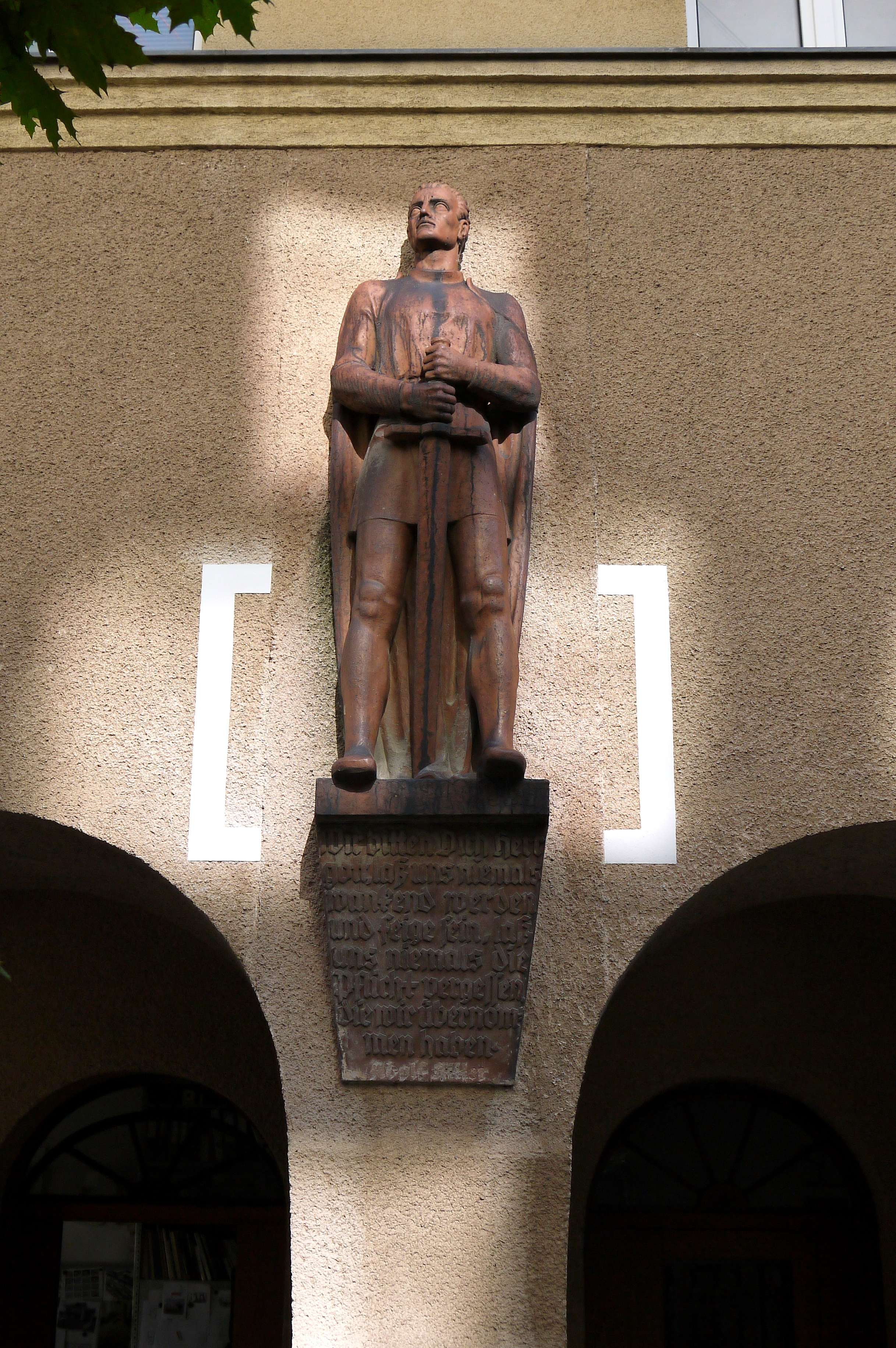
Thuryhof Roland

Alfred Crepaz (* 1. Dezember 1904 in Linz; † 17. Februar 1999 in Wien) war ein Tiroler Bildhauer.

## Leben
Alfreds Vater war der Bildhauer Andreas Crepaz (* 1877 in Buchenstein; † 1963). Alfred Crepaz wuchs in Hall in Tirol auf, besuchte in Innsbruck die Kunstgewerbeschule und studierte an der Akademie der bildenden Künste Wien bei Josef Müllner. Anschließend lebte er als freischaffender Künstler in Wien. Er war akademischer Bildhauer, Professor sowie Studienrat und erhielt 1986 das Österreichische Ehrenkreuz für Wissenschaft und Kunst. Crepaz war Präsident der Österreichischen Gesellschaft für christliche Kunst. 
Der Holzbildhauer und Keramiker Crepaz schuf im Wesentlichen bis in die 1980er-Jahre Sakralplastiken für Kirchenausstattungen. Neben religiösen Motiven bestimmten berg-bäuerliche Motive sein Werk. In der Zeit des Nationalsozialismus schuf er ikonografisch und formal auch NS-Kunst. Crepaz wurde am Döblinger Friedhof bestattet.

## Werke (Auswahl)
Viele seiner Werke sind in Kirchen und öffentlichen Gebäuden zu finden:
- Terrakotta-Figur am Thury-Hof in Wien-Alsergrund (1939)[4][5]
- Wallfahrtskirche Starchant, lebensgroße Theresienstatue[6]
- Marienstatue in der Pfarre Maria Lourdes in Wien[7]
- Figur Hl. Sebastian in der Filialkirche Burggrub (Heiligenstadt in Oberfranken)[8]
- Stadlauer Pfarrkirche
- Kalvarienbergkirche (Wien), überlebensgroße Figurengruppe Schutzmantel-Christkönig im Strahlenkranz (um 1950)